# 燦科瓦
燦科瓦（發音：[ˈtsaːŋkɔʋa]），是斯洛維尼亞東北部灿科瓦市镇内的城鎮及其行政中心。傳統上屬於普雷克穆列地區。

## 教堂
燦科瓦的堂區教堂是獻給聖若瑟，屬於天主教穆爾斯卡索博塔教區。它建於1754年，並於1900年進行了翻修。它的平面圖是十字形，有一個西鐘樓。

## 外部連結
- 维基共享资源上的相關多媒體資源：燦科瓦
- Cankova on Geopedia （页面存档备份，存于）